# Sif

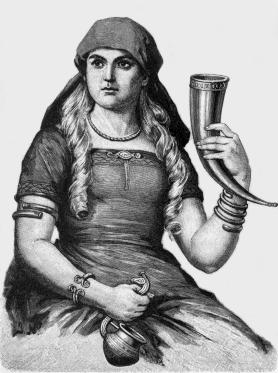
Sif – Illustration in einer schwedischen Edda-Übersetzung von 1893

Sif, altnordisch für „Verwandte, Gesippin“, ist in der nordischen Mythologie die Gattin des Donnergottes Thor. Mit ihm zeugt sie eine Tochter namens Thrud („Kraft“). Außerdem hat sie noch einen Sohn, den schnellen Bogenschützen Ullr, den sie mit in die Ehe brachte. Als Loki ihr hinterlistig das schöne, goldglänzende Haar abschor, zwang ihn Thor, ihr einen neuen Haarschmuck aus Gold von kunstreichen Zwergen, den Söhnen des Ivaldi, machen zu lassen, der wie Haar wachsen konnte.
In der älteren Forschung wurden die goldenen Haare als Symbol des reifen Ährenfeldes gedeutet, dessen goldener Schmuck in der Glut des Spätsommers abgeschnitten, dann aber von unsichtbar wirkenden Erdkräften neu gewoben wird. Doch scheint Sif in der nordischen Mythologie keine andere Funktion gehabt zu haben, als die Gattin Thors zu sein, wie auch ihr Name nahelegt.

## Moderne Rezeption
Das vorgeschlagene Archaeenphylum „Sifarchaeota“ aus der Gruppe der Asgard-Archaeen soll nach Sif benannt werden.